# Condado de Monteagudo de Mendoza
El condado de Monteagudo de Mendoza es un título nobiliario español creado el 9 de agosto de 1476 por los Reyes Católicos a favor de Pedro González de Mendoza y Luna, señor de Almazán y de Monteagudo de las Vicarías.
Su denominación hace referencia al municipio de Monteagudo de las Vicarías en la provincia de Soria cuyo señorío ostentó María Ruiz de Ayllón, casada con Pedro González de Mendoza «el Malo», bisabuelo del primer conde de Monteagudo de Mendoza e hijo de Juan Hurtado de Mendoza el Limpio y de María Téllez de Castilla.

## Historia de los condes de Monteagudo de Mendoza
- Pedro González de Mendoza (m. 1506/1510), apodado «el Gordo», I conde de Monteagudo de Mendoza, V señor de Almazán y de Monteagudo  de las Vicarías. Fue guarda mayor del rey Enrique IV de Castilla y último capitán general de la Frontera de Granada. Era hijo de Pedro González de Mendoza, IV señor de Almazán y de Monteagudo, y de su primera esposa, María de Luna.[1]

Contrajo matrimonio con Isabel de Zúñiga y Avellaneda, hija de Diego López de Zúñiga, I conde de Miranda del Castañar. Le sucedió su hijo:
- Antonio de Mendoza y Zúñiga «el Galán» II conde de Monteagudo de Mendoza y VIII señor de Almazán. Su hermano mayor, Juan Hurtado de Mendoza, fue VII señor de Almazán pero no heredó el condado por haber fallecido antes que su padre sin haber tenido descendencia.[4]

Casó con María de Mendoza y Pacheco, hija de Íñigo López de Mendoza y Quiñones, II conde de Tendilla y I marqués de Mondejar, y de su segunda esposa, Francisca Pacheco (m. 1507), hija de Juan Pacheco, marqués de Villena. Le sucedió su hijo:
- Juan Hurtado de Mendoza «el Santo», III conde de Monteagudo de Mendoza, VII señor de Almazán,[6] y caballero de la Orden de Santiago.[4]

Contrajo matrimonio con Luisa Chacón y Fajardo. Le sucedió su hijo:
- Francisco de Mendoza y Fajardo (o Chacón) (m. Madrid, 18 de diciembre de 1591), IV conde de Monteagudo de Mendoza I marqués de Almazán,[6][7] fue virrey de Navarra, presidente del Consejo de las Órdenes Militares y caballero de la Orden de Santiago en 1561.[6]

Casó con Ana María de Cárdenas y Tovar, hija de Bernardino de Cárdenas y Pacheco, II duque de Maqueda, y de su esposa Isabel de Velasco. Los dos primeros hijos de este matrimonio murieron en la infancia. Sucedió en ambos títulos el tercer hijo:
- Francisco Hurtado de Mendoza y Cárdenas (m. Barcelona, 14 de octubre de 1615), V conde de Monteagudo de Mendoza y II marqués de Almazán.[7]  Fue virrey de Valencia y virrey y capitán general de Cataluña bajo el reinado del Felipe III.[8]

Casó con Ana Portocarrero.  Le sucedió su hijo:
- Francisco Hurtado de Mendoza y Portocarrero, VI conde de Monteagudo de Mendoza. Falleció a los doce años de edad.  Le sucedió su hermana:[7]

- Antonia de Mendoza y Portocarrero (m. 22 de marzo de 1627),[9] VII condesa de Monteagudo de Mendoza y III marquesa de Almazán.[7][10]

Contrajo matrimonio el 15 de abril de 1609 con Gaspar de Moscoso y Osorio (m. 4 de diciembre de 1669), VI conde de Altamira en cuya casa se incorporaron ambos títulos. Le sucedió su hijo:
- Lope Hurtado de Mendoza y Osorio de Moscoso, VIII conde de Monteagudo de Mendoza y IV marqués de Almazán.[10]

Casó con Juana de Rojas y Córdoba, V marquesa de Poza, hija de Luis Fernández de Córdoba Folch de Cardona, VIII vizconde de Iznájar, VI duque de Sessa, IV duque de Baena, etc., y  de su primera esposa, Mariana de Rojas Córdoba y Enríquez de Cabrera. Le sucedió su hijo:
- Gaspar Hurtado de Mendoza y Moscoso de Osorio (1611-23 de mayo de 1644), IX conde de Monteagudo de Mendoza y V marqués de Almazán. Falleció con 33 años en un duelo con Domingo de Guzmán.[11]

Contrajo matrimonio con Inés Messía de Guzmán y Spínola. Le sucedió su hijo:
- Baltasar Moscoco y Osorio, X conde de Monteagudo de Mendoza.  Falleció siendo menor de edad. Le sucedió su hermano:[11]

- Luis María Melchor de Moscoso y Osorio (m. Roma, 23 de agosto de 1705), XI conde de Monteagudo de Mendoza, VI marqués de Almazán, VII conde de Altamira,[9] VI conde de Lodosa, VII marqués de Poza, virrey de Valencia y de Cerdeña y embajador en Roma.[11]

Casó en primeras nupcias el 2 de febrero de 1673 con Mariana de Benavides y Ponce de León (m. 9 de noviembre de 1680). Contrajo un segundo matrimonio el 12 de noviembre de 1684 con María Ángela Folch de Aragón (m. 19 de noviembre de 1730). Le sucedió su hijo del segundo matrimonio:
- Antonio Gaspar de Moscoso Osorio y Aragón (1689-3 de enero de 1725), XII conde de Monteagudo de Mendoza,[11] VII marqués de Almazán, VIII conde de Altamira,[9]  VIII marqués de Poza, VII conde de Lodosa, VII duque de Sanlúcar la Mayor,[12] IV marqués de Leganés,[13] III marqués de Morata de la Vega, IV marqués de Mairena, V conde de Arzarcóllar, V duque de Medina de las Torres,[14] alcalde mayor de los hijosdalgos.[11]

Casó el 13 de febrero de 1707 con Ana Nicolasa Osorio de Guzmán y Dávila (1692-Madrid, 11 de diciembre de 1762), hija de Melchor Francisco de Guzmán Dávila Osorio, XII marqués de Astorga, y de su segunda esposa Mariana Fernández de Córdoba y Figueroa. Ana Nicolasa heredó todos los títulos, además del ducado de Atrisco de su prima Ana Bernarda de Guzmán, la primera titular. Fue XIII marquesa de Astorga, VII marquesa de Velada, X marquesa de Ayamonte, V marquesa de la Villa de San Román, VI marquesa de Villamanrique, etc. Le sucedió su hijo:
- Ventura Antonio Osorio de Moscoso (m. 29 de marzo de 1734), XIII conde de Monteagudo de Mendoza,[15] VIII marqués de Almazán, XIV conde de Trastámara en sucesión de su abuelo materno, IX conde de Altamira,[9] VIII duque de Sanlúcar la Mayor,[12] VI duque de Medina de las Torres,[14] V marqués de Leganés,[13]  IV marqués de Morata de la Vega, IX marqués de Poza, VI conde de Arzarcóllar, V marqués de Mairena, VIII conde de Lodosa, guarda mayor del reino de Castilla, alcalde mayor de los hijosdalgos, V marqués de Monasterio, VIII marqués de Velada, VI marqués de la Villa de San Román, VII marqués de Villamanrique, XI marqués de Ayamonte, XIV conde de Santa Marta, XVI conde de Nieva, VII conde de Saltés por cesión materna. No heredó el marquesado de Astorga por haber fallecido a los diecinueve años de edad en vida de su madre.[15]

Casó el 10 de diciembre de 1731 con Buenaventura Fernández de Córdoba y Folch de Cardona (m. 9 de abril de 1768), , XI duquesa de Sessa, Después de enviudar, Buenaventura contrajo un segundo matrimonio con José María de Guzmán Vélez de Guevara Manrique de Lara, VI marqués de Montealegre y XIII conde de Oñate, que a su vez era viudo de María Feliche Fernández de Córdoba y Spínola de la Cerda con quien había tenido dos hijos que aportó a este segundo matrimonio: Diego Ventura de Guzmán y Fernández de Córdoba, que fue después el XV conde de Oñate, y María de la Concepción de Guzmán Guevara y Fernández de Córdoba. Esta última fue la esposa del hijo del primer matrimonio de Buenaventura y el siguiente conde de Monteagudo de Mendoza.  Le sucedió su hijo:
- Ventura Antonio Osorio de Moscoso y Fernández de Córdoba, (15 de diciembre de 1733-6 de enero de 1776),[17] XIV conde de Monteagudo de Mendoza,[18] IX marqués de Almazán, X marqués de Poza, XXI vizconde de Iznájar, XII duque de Sessa, X duque de Baena, XI duque de Soma, XVI conde de Palamós, XII conde de Trivento, XII conde de Avelino, XI conde de Oliveto, X conde de Altamira,[9] IX conde de Lodosa, IX duque de Sanlúcar la Mayor,[14] VI marqués de Mairena, VII conde de Arzarcóllar, VI marqués de Leganés,[13]  V marqués de Morata de la Vega, VII duque de Medina de las Torres,[19] VI marqués de Monasterio, IX marqués de Velada, VII marqués de la Villa de San Román, XII marqués de Ayamonte, VIII marqués de Villamanrique, XV conde de Santa Marta, XVII conde de Nieva, XV conde de Trastámara, VIII conde de Saltés, XIV marqués de Astorga,[20] caballero de la Orden del Toisón de Oro en diciembre de 1771. gentilhombre de cámara del rey y caballerizo mayor de los príncipes de Asturias.[17][18]

Contrajo matrimonio el 21 de septiembre de 1749 con María Concepción de Guzmán y de la Cerda (m. 7 de octubre de 1803). Le sucedió su único hijo:

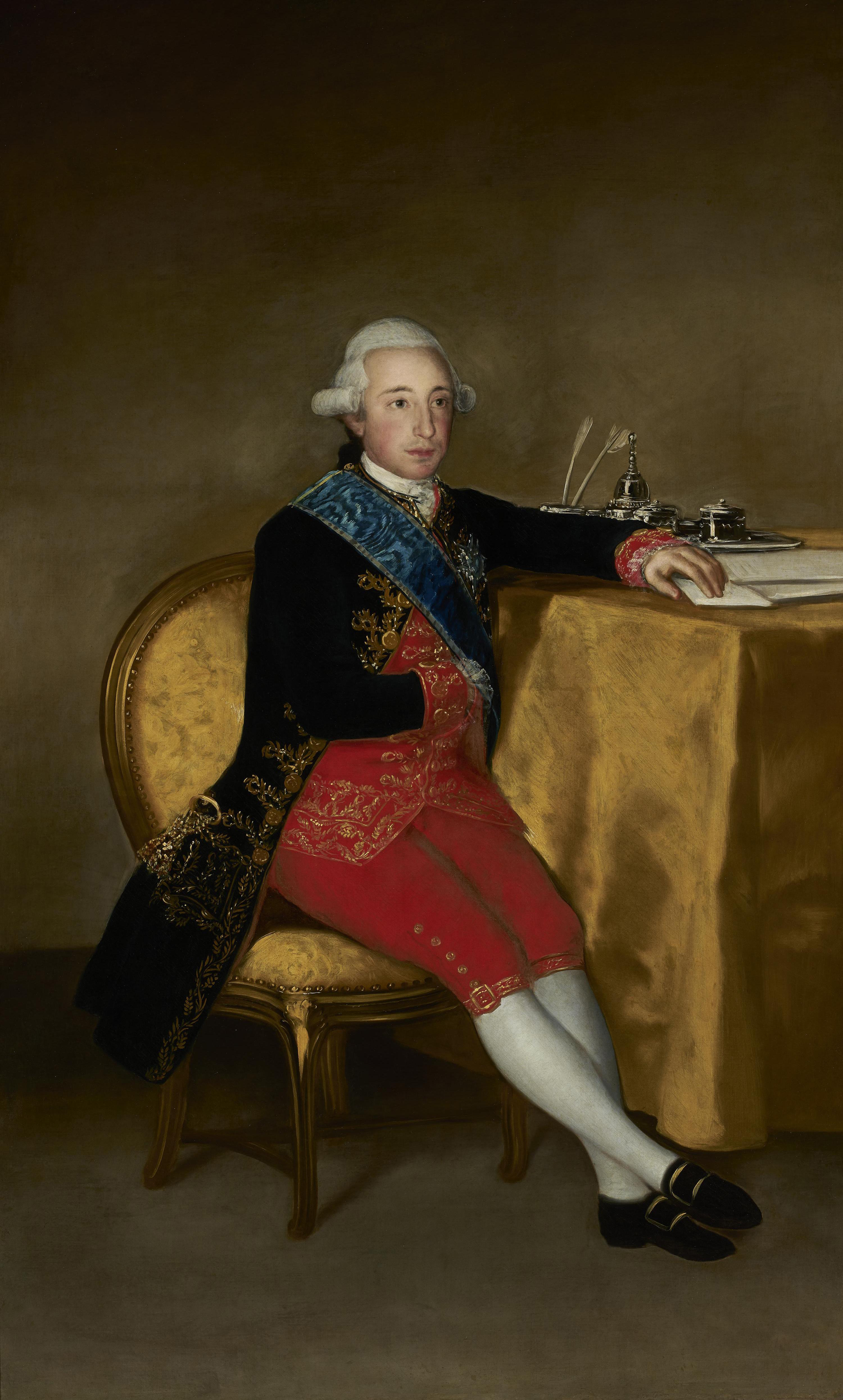
Vicente Joaquín Osorio de Moscoso por Francisco de Goya en 1787 (Colección del Banco de España)

- Vicente Joaquín Osorio de Moscoso y Guzmán (Madrid, 17 de enero de 1756-26 de agosto de 1816), XV conde de Monteagudo de Mendoza,[21][18] X marqués de Almazán, XI conde de Altamira,[9] XXII vizconde de Iznájar, XVII conde de Palamós, XIII duque de Sessa,[22] XI duque de Baena,[23] XII duque de Soma, XV marqués de Astorga,[20] VIII duque de Medina de las Torres,[19] X duque de Sanlúcar la Mayor,[14] VI marqués de Mairena, VII marqués de Leganés,[13]  VII marqués de la Villa de San Román, XII marqués de Ayamonte, VIII marqués de Villamanrique, XV conde de Santa Marta, XVII conde de Nieva, XV conde de Trastámara, VIII conde de Saltés, caballero de la Orden del Toisón de Oro, etc.[18]

Casó en primeras nupcias el 3 de abril de 1774 con María Ignacia Álvarez de Toledo y Gonzaga, hija de Antonio Álvarez de Toledo Osorio Pérez de Guzmán el Bueno y su segunda esposa, María Antonia Gonzaga,  marqueses de Villafranca del Bierzo, y en segundas, siendo su segundo esposo, con María Magdalena Fernández de Córdoba y Ponce de León, hija de los marqueses de Puebla de los Infantes. Le sucedió el segundogénito de su primer matrimonio:

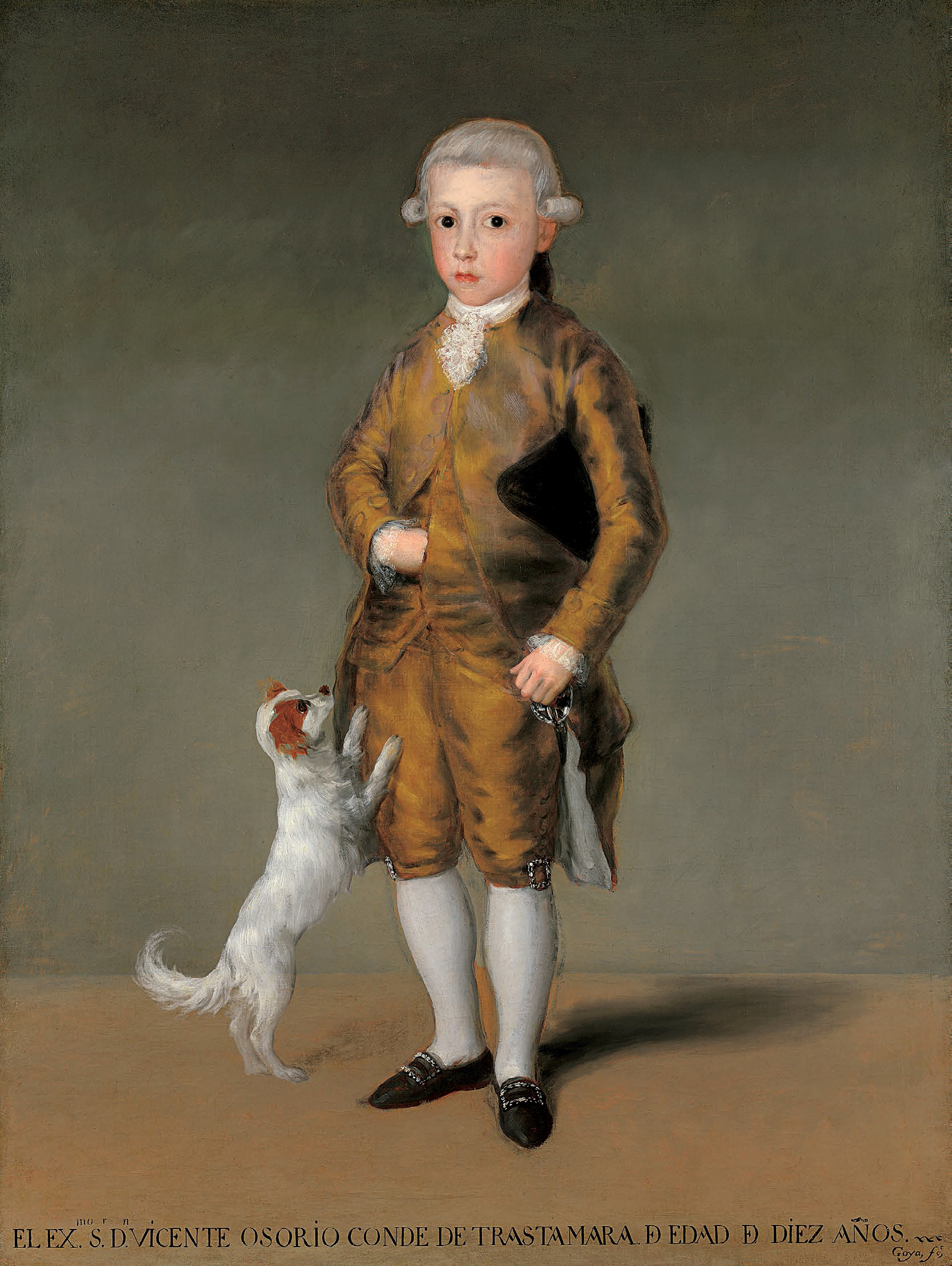
Vicente Isabel Osorio de Moscoso, conde de Trastámara de niño, por Francisco de Goya. Hacia 1786-1787.

- Vicente Ferrer Isabel Osorio de Moscoso y Álvarez de Toledo (Madrid, 19 de noviembre de 1777-31 de agosto de 1837), XVI conde de Monteagudo de Mendoza,[24] XI marqués de Almazán, XII conde de Altamira,[9] VIII marqués de Leganés,[13]  XIV duque de Sessa,[22] XII duque de Baena,[23] XI duque de Sanlúcar la Mayor,[14] etc.

Casó en primeras nupcias, el 12 de febrero de 1798, con María del Carmen Ponce de León y Carvajal, VIII marquesa del Águila, V condesa de Garcíez, hija de Antonio María Ponce de León Dávila y Carrillo de Albornoz, III duque de Montemar, VIII marqués de Castromonte, dos veces grande de España, VII marqués del Águila, V conde de Valhermoso, IV conde de Garcíez, y de María del Buen Consejo Carvajal y Gonzaga, hija de Manuel Bernardino de Carvajal y Zúñiga, VI duque de Abrantes, V duque de Linares, etc. Contrajo un segundo matrimonio el 14 de febrero de 1834 con María Manuela de Yanguas y Frías.Le sucedió su hijo del primer matrimonio.
- Vicente Pío Osorio de Moscoso y Ponce de León (m. 22 de febrero de 1864), XVII conde de Monteagudo de Mendoza,[24] XII marqués de Almazán, XIII conde de Altamira,[9] IX marqués de Leganés,[13]  XV duque de Sessa,[22] XIII duque de Baena,[23] IX duque de Medina de las Torres,[19] XII duque de Sanlúcar la Mayor,[14] IV duque de Montemar, etc.

Casó el 30 de junio de 1821 con María Luisa de Carvajal y Queralt.
El título fue rehabilitado por
- Fernando Osorio de Moscoso y López de Ansó (27 de abril de 1893-29 de octubre de 1977), XVIII conde de Monteagudo de Mendoza,[27] XIII marqués de Almazán, XII duque de Medina de las Torres,[19] XXI conde de Palamós, XII marqués de Monasterio, XIV marqués de Montemayor, XIX conde de Santa Marta, VI conde de Valhermoso, XXV vizconde de Iznájar.[27] Era hijo de Alfonso Osorio de Moscoso Osorio de Moscoso y de María Isabel López de Ansó y Ximénez de Embún, nieto de Fernando Osorio de Moscoso y de María Eulalia Osorio de Moscoso y Carvajal.[28] Le sucedió su sobrina:

- María de la Blanca Barón y Osorio de Moscoso (Ávila, 10 de junio de 1925-Madrid, 8 de marzo de 1999), XIX condesa de Monteagudo de Mendoza,[29] XIV marquesa de Almazán, XXIV condesa de Priego, XXV condesa de Trastámara, XV marquesa de Montemayor, XX condesa de Santa Marta, VII condesa de Valhermoso.[29]  Era hija de Leopoldo Barón Torres y de María Socorro Osorio de Moscoso y Reynoso, nieta de Francisco de Asís Osorio de Moscoso, XVIII conde de Altamira y de María Dolores de Reynoso Queralt, condesa de Fuenclara.

Casó en Madrid el 12 de junio de 1944 con Jaime Castellano y Mazzarredo, IV marqués de Montemolín, II conde pontificio de Castellano, caballero de la Orden de San Juan de Jerusalén. Le sucedió su hijo:
- Íñigo Castellano y Barón (Madrid, 31 de octubre de 1949), XX conde de Monteagudo de Mendoza  en 1988, título del que fue desposeído en 1998 a favor de su tía María Dolores Barón y Osorio de Moscoso,[30] y XIV conde de Fuenclara.

- María de los Dolores Barón y Osorio de Moscoso (1917-antes del 11 de septiembre de 2002), XXI condesa de Monteagudo de Mendoza,[31] XXII duquesa de Maqueda,[32] XIV marquesa del Águila, XVI marquesa de Montemayor, condesa de Valhermoso, condesa de Lodosa, baronesa de Liñola.

Casó el 8 de mayo de 1946 con Baltasar de Casanova y de Ferrer, maestrante de Valencia, presidente-protector que fue del Real Cuerpo de la Nobleza de Cataluña, de la casa marquesal de Puerto Nuevo, condal de Solterra, y vizcondales de Illa y de Estoles. Le sucedió, en 2003, su hijo:
- Luis Gonzaga María de Casanova y Barón (n. 1950), XXII conde de Monteagudo de Mendoza en 2003, desposeído del título en 2014 por sentencia a favor de su hermana,[33] XXIII duque de Maqueda,[32] V duque de Santángelo, XXI marqués de Elche, conde de Valhermoso, de Lodosa y barón de Liñola.

Casó el 21 de junio de 1980 con la archiduquesa Mónica de Habsburgo-Lorena, hija del archiduque Otto de Habsburgo-Lorena, príncipe heredero de Austria-Hungría y de su esposa, la princesa Regina de Sajonia-Meiningen. Fue desposeído por Sentencia del Tribunal Supremo, de los títulos de duque de Maqueda, de barón de Liñola de conde de Valhermoso y conde de Monteagudo de Mendoza, siendo estos adjudicados, a su hermana mayor:
- Pilar Paloma de Casanova y Barón, XXIII condesa de Monteagudo de Mendoza,[33] XXI marquesa de Távara,[35] XXIV duquesa de Maqueda, XXII marquesa de Astorga, XXIII marquesa de Elche, XIX marquesa de Ayamonte, XIV marquesa de la Villa de San Román, XXVI condesa de Cabra,[36] etc.[37]

Contrajo matrimonio en 1975 con Francisco José López Becerra de Solé y Martín de Vargas, señor de Tejada, señor de Valdeosera, abogado. Poseedor, entre otras distinciones de la Encomienda de Isabel la Católica, Cruz al Mérito Militar con distintivo Blanco, comendador de la Orden del Mérito Civil, de las reales academias de Córdoba y Zaragoza, académico de número de la Academia Andaluza de la Historia.